# Dumitrești, Bolgrad
Dumitrești (în bulgară Димитровка, transliterat: Dimitrovka, în ucraineană Дмитрівка, transliterat: Dmîtrivka) este un sat în comuna Ciișia din raionul Bolgrad, regiunea Odesa, Ucraina. Are 4,806 locuitori, preponderent găgăuzi.
Satul este situat la o altitudine de 56 metri, în partea de nord-est a raionului Bolgrad. El se află la o distanță de 55 km nord-est de centrul raional Bolgrad și la 22 km de stația de cale ferată Ceadîr-Lunga (de pe linia de Basarabeasca - Reni).

## Istoric
Prin Tratatul de pace de la București, semnat pe 16/28 mai 1812, între Imperiul Rus și Imperiul Otoman, la încheierea războiului ruso-turc din 1806 – 1812, Rusia a ocupat teritoriul de est al Moldovei dintre Prut și Nistru, pe care l-a alăturat Ținutului Hotin și Basarabiei/Bugeacului luate de la turci, denumind ansamblul Basarabia (în 1813) și transformându-l într-o gubernie împărțită în zece ținuturi (Hotin, Soroca, Bălți, Orhei, Lăpușna, Tighina, Cahul, Bolgrad, Chilia și Cetatea Albă, capitala guberniei fiind stabilită la Chișinău).
Pentru a-și consolida stăpânirea asupra Basarabiei, autoritățile țariste au sprijinit începând din anul 1812 stabilirea în sudul Basarabiei a familiilor de imigranți bulgari și găgăuzi din sudul Dunării, aceștia primind terenuri de la ocupanții ruși ai Basarabiei. Satul Dumitrești a fost fondat în anul 1821 de către coloniștii bulgari și găgăuzi.
În urma Tratatului de la Paris din 1856, care încheia Războiul Crimeii (1853-1856), Rusia a retrocedat Moldovei o fâșie de pământ din sud-vestul Basarabiei (cunoscută sub denumirea de Cahul, Bolgrad și Ismail). Satul Dumitrești s-a aflat pe teritoriul rămas Rusiei.
În decembrie 1905, țăranii din Dumitrești au organizat o adunare în care au cerut desființarea moșiilor și punerea în aplicare a reformelor democratice, în special, introducerea dreptului la autodeterminare, amnistie pentru deținuții politici, vot universal, învățământ obligatoriu și gratuit în limba maternă, asistență medicală gratuită etc. Această rezoluție a fost publicată în ziarul "Viața Basarabiei". În ianuarie 1918, activiștii bolșevici au preluat conducerea în sat. Intervenția armatei române a dus la înăbușirea rebeliunii bolșevice.
După Unirea Basarabiei cu România la 27 martie 1918, satul Dumitrești a făcut parte din componența României, în Plasa Tașlâc (apoi în Plasa Ivăneștii Noi) a județului Cetatea Albă. Pe atunci, majoritatea populației era formată din găgăuzi, existând și comunități mici de români, bulgari și țigani. La recensământul din 1930, s-a constatat că din cei 4.801 locuitori din sat, 4.644 erau găgăuzi (96.73%), 83 români (1.73%), 25 bulgari (0.52%), 8 evrei și 3 ruși.
În perioada interbelică, satul s-a aflat în aria de interes a activiștilor bolșevici din URSS. Mai mulți săteni au fost arestați pentru propagandă bolșevică. În anul 1922, sătenii au trimis o scrisoare colectivă către Prefectura județului, cerând să înceteze baterea și arestarea persoanelor de către jandarmi fără nici un motiv.
Ca urmare a Pactului Ribbentrop-Molotov (1939), Basarabia, Bucovina de Nord și Ținutul Herța au fost anexate de către URSS la 28 iunie 1940. După ce Basarabia a fost ocupată de sovietici, Stalin a dezmembrat-o în trei părți. Astfel, la 2 august 1940, a fost înființată RSS Moldovenească, iar părțile de sud (județele românești Cetatea Albă și Ismail) și de nord (județul Hotin) ale Basarabiei, precum și nordul Bucovinei și Ținutul Herța au fost alipite RSS Ucrainene. La 7 august 1940, a fost creată regiunea Ismail, formată din teritoriile aflate în sudul Basarabiei și care au fost alipite RSS Ucrainene .
În perioada 1941-1944, toate teritoriile anexate anterior de URSS au reintrat în componența României. Apoi, cele trei teritorii au fost reocupate de către URSS în anul 1944 și integrate în componența RSS Ucrainene, conform organizării teritoriale făcute de Stalin după anexarea din 1940, când Basarabia a fost ruptă în trei părți. În septembrie 1945 a fost înființat colhozul local. În anul 1954, Regiunea Ismail a fost desființată, iar localitățile componente au fost incluse în Regiunea Odesa.
Începând din anul 1991, satul Dumitrești face parte din raionul Bolgrad al regiunii Odesa din cadrul Ucrainei independente. În prezent, satul are 4.806 locuitori, preponderent găgăuzi.

## Economie
Locuitorii satului Dumitrești se ocupă în principal cu agricultura. Se cultivă cereale și viță de vie și se cresc vaci. În localitate a fost înființată și o fermă specializată în producția de lapte.

## Demografie
Componența lingvistică a comunei Dumitrești
     Bulgară (1,56%)
     Alte limbi (2,27%)
     Găgăuză (96,17%)
Conform recensământului din 2001, majoritatea populației comunei Dumitrești era vorbitoare de găgăuză (96,17%), existând în minoritate și vorbitori de bulgară (1,56%).
1930: 4.801 (recensământ)
2001: 4.806 (recensământ)